# Camille Le Mercier d'Erm
Camille Le Mercier d'Erm (bretó Kamil Ar Merser 'Erm) (Niort, 1888 - Dinard, 1978) fou un polític i poeta bretó, conegut com a Kammermor.
Fill i net de xuans, el 1909 es va instal·lar a París i el 1911 fou un dels fundadors del Strollad Broadel Breizh (Partit Nacionalista Bretó) amb Georges Le Rumeur Mathaliz (1882-1942), Louis Napoléon Le Roux i Edouard Guéguen. També dirigí el diari Breizh Dishual (Bretanya Lliure) i La Bretagne libertaire.

## Publicacions
- Le poème de Paris nocturne - Ed. Les Gémeaux. 1909.
- La Muse aux violettes - Ed. Sansot. 1909.
- Les exils - Ed. Sansot. 1909.
- Les poètes de Paris - Ed. Louis Michaud. 1911.
- Les ballades d'amour - Ed. Louis Michaud. 1912.
- Les rondeaux d'amour - Ed. Louis Michaud. 1912.
- Défense et illustration de la langue bretonne. Les éléments d'une littérature nationale. Edition du Parti Nationaliste Breton - s.l., Imprimerie Breiz Dishual. 1913.
- Le barde Mathaliz (Georges Le Rumeur) : membre du gorsedd de Bretagne-armorique [...] Edition du Parti Nationaliste Breton, 1913.
- La question bretonne, le nationalisme et l'action française  Edition du Parti Nationaliste Breton, 1913. Rennes, Imprimerie du Journal de Rennes
- Bretagne et Germanie - Ed. de l'Hermine. 1914.
- Les origines du nationalisme breton. Edition du Parti Nationaliste Breton, 1914.
- Jean-Michel Renaitour - Aviateur lyrique - Ed. Les Argonautes. 1917.
- Irlande à jamais, odes aux martyrs de 1916. Edition du Parti Nationaliste Breton - s.l., Imprimerie Artistique de l'Ouest, Niort. 1919
- La Guerre ? - Ed. Les Argonautes. 1919.
- Les bardes et poètes nationaux de la Bretagne armoricaine. Kelenn. 1919.
- Les hymnes nationaux des peuples celtiques - Ed. A l'Enseigne de l'Hermine. 1920.
- La Bretagne vue par les écrivains et les artistes - Ed. Vald. Rasmussen. 1925.
- La chanson des siècles bretons. Bilingüe Breton-Français. Dinard, à l'Enseigne de l'hermine, 1926
- Buez ar pevar mab emon. Duc d'Ordon. Laket e form eun dragedi. Seizvet moulladur embannet gant. Dinard, A l'enseigne de l'Hermine, 1928.
- La France pittoresque et artistique la Bretagne suivie d'un guide. Rasmussen, 1929.
- Les Saints Bretons de la côte d'Emeraude - Ed. de l'Hermine. 1934.
- L'Etrange Aventure de l'Armée de Bretagne, le Drame du Camp de Conlie et du Mans. 1939.
- Sang d'occident - Ed. de l'Hermine. 1965.
- Patrie perdue - Ed. de l'Hermine. 1973.
- Une Armée de Chouans - Ed. Perrin. 1975.
- Marcelle au Luxembourg - Ed. de L'Hermine. 1976.
- Eternités - Ed. de l'Hermine. 1978.